# Рокастрада
Рокастра̀да (на италиански: Roccastrada) е градче и община в централна Италия, провинция Гросето, регион Тоскана. Разположено е на 475 m надморска височина. Населението на общината е 9526 души (към 2012 г.).